# Josep Llop i Bonal
Josep Llop i Bonal (Figueres, Alt Empordà, 30 de juny de 1910 - el Masnou, Maresme, 3 de febrer de 1991) fou un impulsor de l'exlibrisme català.
Fill de l'impressor Joan Llop Himonench i de Dolors Bonal Garriga. L'any, 1925, el seu pare es traslladà amb la seva família al Masnou per treballar als Laboratoris Cusí, que acabava de crear el llersenc Joaquim Cusí i Furtunet. Aleshores ell i el seu germà Joaquim també començaren a treballar als laboratoris. Ell fou comercial, i el seu germà, impressor. Va viure al Masnou la resta de la seva vida i va treballar als Laboratoris fins a la jubilació, l'any 1977.
De formació autodidacta, era col·leccionista d'exlibris, i també de segells, monedes, goigs, auques i refranys. Bastí una col·lecció de 12.000 exlibris d'arreu. Vers 1948 va redactar un Manual del col·leccionista d'ex-libris, no publicat, i també un catàleg dels seus exlibris anomenat Ex-libris de la família Llop. S'introduí al món dels exlibris l'any 1941 quan Esteve Godàs i Obiols, dibuixant dels Laboratoris Cusí, li dissenyà el seu primer exlibris. Després d'aquest, tingué exlibris dibuixats per Antoni Boada, Ezequiel Pagès Casacuberta, Miquel Lacalle, Joan Anglada Villà, Joan Estiarte, Frank Alpresa i Joan Barbarà.
Organitzà dues exposicions dels seus exlibris al Masnou, els anys 1949 i 1951. Va col·laborar amb l'Associació d'Exlibristes de Barcelona i va publicar a la circular de l'associació.
L'any 1958, amb motiu del VI Congrés Europeu d'Exlibris que tingué lloc a Barcelona, elaborà, juntament amb Manuel Vidal i López una Bibliografía española sobre ex-libris.
Es va casar amb Remei Martorell Comes (Montgat, 14 de gener de 1914) l'any 1935. Tingueren quatre fills: Jordi, Xavier, Rosa Maria i Montserrat.